# Bellier automobiles
Pour les articles homonymes, voir Bellier.
Bellier Automobiles est un constructeur français de voitures sans permis depuis 1968. Jean Bellier fonde la société J. Bellier en 1980. Elle a son siège à Talmont-Saint-Hilaire, en Vendée. Bellier fut repris en 2010 par le groupe Neuvessel.
Le groupe vise la construction d'une voiture 100 % française. À cet effet, il rachète l’entreprise vendéenne Gréau Polyester. Depuis septembre 2010, Bellier coopère au sein du groupe avec Sermat pour améliorer la qualité et les performances de ses véhicules électriques.

## Histoire

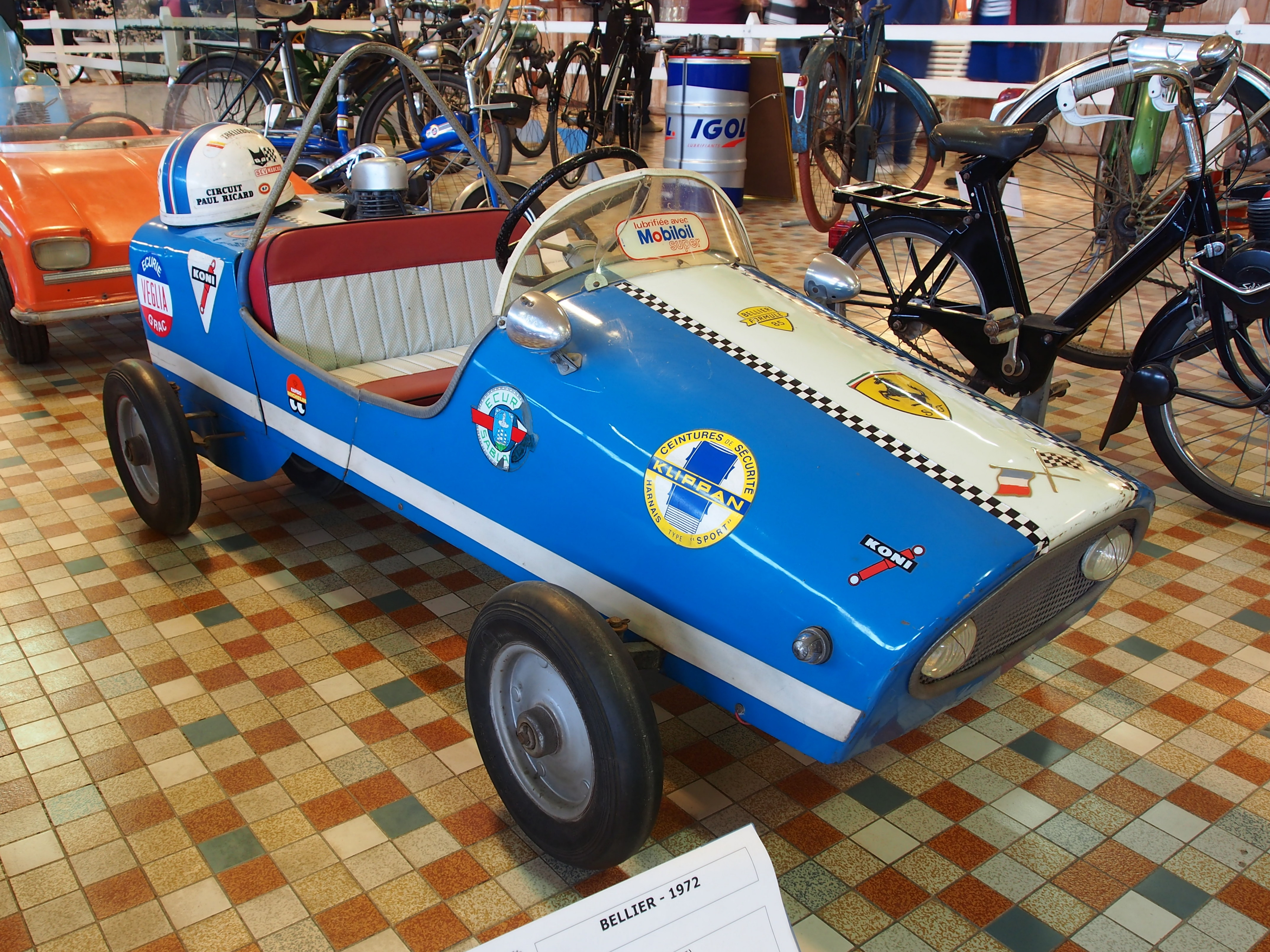
Buggy F85

À l'origine, Bellier fabrique des accumulateurs électriques. Jean Bellier construit en 1968 une première mini-voiture pour enfants à moteur Solex. En 1972, Bellier introduit la Buggy F85, jouet pour adultes avec carrosserie polyester, moteur Solex de 49 cm3, pesant 48 kg et ayant une vitesse maximale de 25 km/h. Lors du Salon de l'Automobile de 1976, Bellier présente le Veloto, seul véhicule carrossé à quatre roues sans permis ; elle démarre en pédalant. D'un volume de deux mètres sur un, elle est dotée d'un moteur Solex de 49 cm3, permettant une vitesse de pointe de 35 km/h pour un poids de 80 kg. Le marché visé sont les retraités qui n'ont pas de permis de conduire. 
En 1980, la société J. Bellier est créée et la Formule 85 est présentée en essence avant la diesel en 1983. La Formule 85 dispose d'un moteur deux-temps Motobécane de 49 cm3 développant 3 ch et à boîte automatique. Elle a un empattement de 156 cm, une voie de 105 cm et une hauteur de 140 cm pour un poids de 195 kg. Elle atteint les 45 km/h. Le prix de l'époque est de 24500 francs (1981). 
En 1986, le moteur 49 cm3 est remplacé par un monocylindre diesel de 325 cm3. En 1987, la XLD 100 est lancée. En 1994, la première génération des VX est créée, qui se dotera en 1996 d'un bicylindre Yanmar de 523 cm3 et se complètera d'un modèle VX 650 à quatre places, tandis qu'en 1999, une micro-voiture utilitaire sera lancée, baptisée Le Bellier. Il sera électrifié en 2000. En 2001 suivra le modèle  Divane et, en 2005, l' Opale, restylée en 2006. La Jade sera lancée en 2008 et donnera en 2010 une version Racing pour le public jeune.

## La gamme

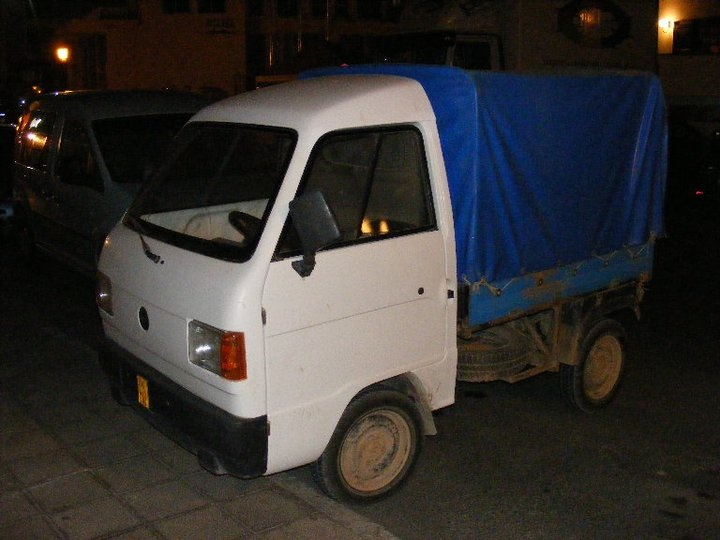
Utilitaire Le Bellier

La gamme Bellier se compose de 2 véhicules :
- Le B8: série B, série C et Sport avec des séries limitées (Italia et Vintage)  Cabrio.
- Le Docker, un véhicule utilitaire sans permis.

Les véhicules sont construits autour d'un châssis tubulaire en aluminium traité cataphorèse. La carrosserie est en fibre de polyester RTM. Les motorisations sont soit de type Lombardini EVO ou DCI et depuis 2018 existe une version électrique.